# Chvalnov-Lísky
Chvalnov-Lísky là một làng thuộc huyện Kroměříž, vùng Zlínský, Cộng hòa Séc.